# 観心本尊抄

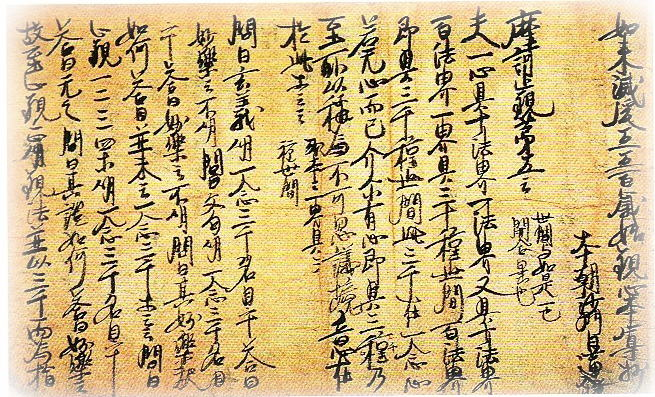
『如来滅後五々百歳始観心本尊抄』（巻頭部分、日蓮撰・筆、法華経寺蔵、国宝）

『観心本尊抄』（かんじんのほんぞんしょう）は、日蓮の代表著作で五大部の一つ。『如来滅後五々百歳始観心本尊抄（にょらいめつご
ごごひゃくさいしかんじんほんぞんしょう）』で、天台大師智顗の十界互具、一念三千の理論に基づく著作である。1273年（文永10年）4月25日撰。52歳御作。真跡は正中山法華経寺に現存し、国宝に指定されている。

## 参考資料
- 渡辺宝陽、中尾尭 監修「日蓮 久遠のいのち」平凡社 別冊太陽 日本のこころ206
- 創価学会教学部編『世界広布の翼を広げて「観心本尊抄」』（聖教新聞社、2018年 ISBN 978-4-412-01638-5）
- 堀日享編『創価学会版 新編日蓮大聖人御書全集』（創価学会、2003年6月30日、第231刷）